# Nils Björklöf
Nils Björklöf (n. 12 aprilie 1921, Inkoo, Uusimaa Province⁠(d), Finlanda – d. 16 septembrie 1987, Stockholm, Suedia) a fost un caiacist ce a reprezentat Finlanda, medaliat olimpic. A participat la o ediție a Jocurilor Olimpice (1948) în care a câștigat o medalie de bronz.

## Participări
Lista de mai jos prezintă principalele competiții la care a participat Nils Björklöf de-a lungul carierei.
- canoeing at the 1948 Summer Olympics – men's K-2 1000 metres[*]